# Klaus Bondam
Klaus Bondam (sinh ngày 19 tháng 11 năm 1963, tại Aakirkeby) là một diễn viên và chính khách người Đan Mạch.

## Chính trị
Klaus Bondam đã tham gia đảng chính trị Radikale Venstre và ra tranh cử Thị trưởng Copenhagen vào tháng 11 năm 2005. Đại diện hội đồng thành phố của đảng này đã tăng từ 5 đến 7 nhiệm vụ. Điều này là không đủ để đảm bảo thị trưởng. Thay vào đó, ông được đặt tên là 'Thị trưởng Công nghệ và Môi trường'. Ông đã từ chức năm 2010 và rời đảng năm 2013. Ông không còn hoạt động trong chính trị Đan Mạch.
Năm 2011, Bondam được công bố là người đứng đầu mới của Viện văn hóa Đan Mạch tại Brussels, Bỉ. Vào tháng 2 năm 2014, ông trở lại Đan Mạch và trở thành người đứng đầu Liên đoàn người đi xe đạp Đan Mạch.

## Đời tư
Bonham công khai đồng tính, ông đã tham gia kết hợp dân sự với bạn đời của mình, kiến trúc sư Jacob Camp từ năm 2004, họ kết hôn sau đó và họ sống ở Odsherred.